# Comitato regionale di coordinamento delle Università
Il Comitato regionale di coordinamento delle Università (in acronimo CRU) è un organo istituzionale regionale italiano in materia di università. Sono stati istituiti con il decreto del presidente della repubblica n. 25 del 27 gennaio 1998, entrato in vigore il 4 marzo dello stesso anno.
È composto dal presidente della Regione o un suo delegato, i rettori delle università della regione e tre rappresentanti degli studenti eletti tra i rappresentanti degli studenti degli organi collegiali centrali (Senato accademico e Consiglio di amministrazione) delle università italiane. L'elezione della rappresentanza studentesca avviene ogni due anni.
Il Comitato si occupa di fornire pareri riguardo alla programmazione del sistema universitario, coordina iniziative in materia di orientamento, diritto allo studio in Italia, accesso all’istruzione universitaria, utilizzo strutture d’ateneo, alta formazione professionale e formazione continua ricorrente.